# Antarktis
Antarktis er et kontinent hvis midte ligger tæt på den geografiske sydpol. Ligesom Arktis har Antarktis lave temperaturer året rundt, især i vinterperioden omkring juni måned, hvor der er mørkt døgnet rundt. Om sommeren omkring december måned er der lyst døgnet rundt.
Antarktis blev opdaget i slutningen af januar 1820. Der er diskussion om, hvem der var først: englænderen Edward Bransfield, russeren Fabian von Bellingshausen eller amerikaneren Nathaniel Palmer. Nordmanden Roald Amundsen nåede Sydpolen den 14. december 1911 efter et kapløb med en britisk ekspedition ledet af Robert F. Scott.

## Etymologi
Antarktis kommer fra græsk: Ant-Arktikos som betyder 'modsat bjørnen'. De gamle grækere kunne se stjernebilledet Lille Bjørn med Nordstjernen mod nord og kaldte det område der måtte være mod nord for Arktikos (Arktis). Græskkyndige har i nyere tid defineret navnene som betegnelser for Nord- og Sydpolen.

## Historie
Troen på eksistensen af et Terra Australis - et enormt kontinent langt syd på kloden som "balancerer" de nordlige lande i Europa, samt Asien og Nordafrika - har eksisteret siden Ptolemaios' tid (1. århundrede e.Kr.), som fremlagde idéen om at bevare symmetrien for alle kendte landområder i verden. Fremstillinger af et stort sydlig landområde var almindelig på kort som Piri Reis-kortet fra Det Osmanniske Rige i begyndelsen af det 16. århundrede. Endnu henimod slutningen af det 17. århundrede, efter at opdagere fandt ud af at Sydamerika og Australien ikke var en del af myten om "Antarktis", troede geografer, at kontinentet var meget større end dets faktiske størrelse.
Det er generelt accepteret, at den russiske ekspedition i 1820 ledet af Michail Lazarev og Fabian Gottlieb von Bellingshausen var den første, som bekræftede kontinentets eksistens. Imidlertid forblev kontinentet for det meste forsømt gennem resten af det 19. århundrede på grund af stedets ugæstmilde miljø, isolation og mangel på ressourcer.
Norske Ingrid Christensen satte som den første kvinde fod på det antarktiske hovedland i 1937. Danske Caroline Mikkelsen satte som den første kvinde fod på antarktisk jord i 1935. Det var dog sandsynligvis på en ø ud for kysten og Christensen regnes derfor oftest som værende den første kvinde på Antarktis.
Antarktis-traktaten blev underskrevet i 1959 af tolv lande; nu er der 45 lande, som har tiltrådt traktaten. Denne traktat forbyder militære aktiviteter og minedrift efter mineraler og støtter videnskabelig forskning, samt beskytter kontinentets økologiske zone. Igangværende eksperimenter bliver udført af over 4.000 forskere af forskellige nationaliteter og inden for forskellige forskningsområder.

## Geografi
Asymmetrisk centreret omkring sydpolen og hovedsageligt syd for sydpolarcirklen er Antarktis det sydligste kontinent i verden. Den 84. sydlige breddekreds og breddekredsene 85, 86, 87, 88, 89 ligger alle på Antarktis. Det er helt omgivet af Sydpolarhavet, der dog hænger sammen med det sydlige Atlanterhav, Stillehav og indiske Ocean. Kontinentet dækker mere end 14 millioner km², hvilket gør det til det 5. største kontinent i verden. Kystlinjen strækker sig over 17.968 kilometer og er næsten helt isdækket, denne tabel viser fordelingen i procent:
| Type                                     | Udbredelse |
| ---------------------------------------- | ---------- |
| Isbræmme (flydende isfront)              | 44%        |
| Isvægge (ligger på fast grund)           | 38%        |
| Isstrømme/gletsjer (isfront eller isvæg) | 13%        |
| Klippe                                   | 5%         |
| Total                                    | 100%       |

Det Antarktiske kontinent er delt af de Transantarktiske bjerge nær de landområder, der deler Rosshavet og Weddellhavet. Området vest for Weddell og øst for Ross kaldes Vestantarktis (incl. Antarktiske halvø), mens den resterende del kaldes Østantarktis, da de næsten korresponderer med den Østlige og Vestlige Halvkugle i forhold til meridianen ved Greenwich.
Omkring 98% af kontinentet er dækket af indlandsis, og den gennemsnitlige tykkelse af denne iskappe er mere end 1,6 kilometer; hvilket udgør 90% af den samlede mængde af is på Jorden og 70 % af ferskvandet. Hvis alt dette smeltede og løb i ud i havet, ville havoverfladen stige med mindst 60 meter. I størstedelen af de indre regioner af kontinentet er nedbørsmængden relativt lav, helt ned til 20 mm om året. Sådanne områder kaldes polarørken.
Dannelsen af Antarktis’ iskappe startede mellem Eocæn og Oligocæn, da atmosfærens CO2 indhold faldt drastisk, hvilket bl.a. forårsagede at temperaturen faldt. I den sidste mellemistid for omkring 120.000 år siden smeltede en del af Antarktis’ iskappe, og den globale vandstand steg 10m over det nuværende niveau.
Vinson Massif er det højeste punkt i Antarktis på 4.892 meter og befinder sig i Ellsworth-bjergkæden. Selvom kontinentet er hjemsted for flere vulkaner, er det Mount Erebus, der med sikkerhed er aktiv, og med sin placering på Ross Island, er den sydligste aktive vulkan på Jorden. Andre slumrende vulkaner kan dog potentielt også være aktive, i 1970 var der et udbrud på Deception Island, mens mindre udbrud og lavastrømme er blevet observeret i de senere år. I 2004 blev en undersøisk vulkan opdaget udfor den Antarktiske halvø, senere undersøgelser tyder på at den kan være aktiv.
Under Denmangletsjeren har man fundet en dyb kløft, der rækker ned til 3500 m under havets overflade.

### Subglaciale søer
Der kendes omkring 400 subglaciale søer med flydende vand, som ofte ligger flere tusind meter under isens overflade. Fx blev den største kendte sø, Vostoksøen, opdaget i 1996 under den russiske Vostok Station. Det formodes, at søen blev forseglet af ismasserne for omkring 500.000 år siden. En boring gennem isen ned til en position ca. 400 m over søens overflade viste tegn på, at søen med stor sandsynlighed husede liv i form af mikroorganismer. Hvis det viste sig, at den totalt forseglede sø, uden kontakt til atmosfæren, indeholdt levende organismer, kunne det styrke teorierne om muligheden for liv på Jupiters måne Europa, da dens frosne overflade har flere lighedspunkter med isoverfladen over Vostok. Den 17. februar 2008 påbegyndte NASA en mission til Lake Untersee, en anden forseglet sø, som skulle søge efter en formodet forekomst af mikroorganismer i det stærkt alkaliske vand. Hvis denne mission lykkedes, kunne det også øge sandsynligheden for liv i kolde og metan-rige miljøer på andre planeter.

### Antarktiske øer
I havet omkring kontinentet befinder der sig desuden en række øer. Klimaet på dem påvirkes stærkt af kulden fra fastlandet og de meget kolde havstrømme rundt om hele kontinentet; de præges derfor af en fugtig vestenvind og en sparsom plantevækst. Alt land, herunder også øer, der befinder sig syd for 60°S, omfattes af Antarktistraktaten, og der anerkendes ikke noget lands overhøjhed over dem. De største øer syd for sydpolarcirklen er:
| 1                                                      | Alexander Island                       | 49.070  | 2976 | 70°46′S 71°15′V / 70.767°S 71.250°V   |
| 2                                                      | Berkner Island                         | 43.873  | 975  | 79°20′S 48°07′V / 79.333°S 48.117°V   |
| 3                                                      | Thurston Island                        | 15.700  | .    | 72°10′S 99°00′V / 72.167°S 99.000°V   |
| 4                                                      | Carney Island                          | 8.500   | .    | 73°56′S 121°00′V / 73.933°S 121.000°V |
| 5                                                      | Roosevelt Island                       | 7.910   | 550  | 79°17′S 162°00′V / 79.283°S 162.000°V |
| 6                                                      | Siple Island                           | 6.390   | 3110 | 73°44′S 125°12′V / 73.733°S 125.200°V |
| 7                                                      | Adelaide Island                        | 4.463   | 2317 | 67°12′S 68°30′V / 67.200°S 68.500°V   |
| 8                                                      | Spaatz Island                          | 4.100   | .    | 73°00′S 75°00′V / 73.000°S 75.000°V   |
| 9                                                      | Bear Island                            | 3.500   | .    | 68°18′S 67°06′V / 68.300°S 67.100°V   |
| 10                                                     | Guest Island1)                         | 2.950   | .    | 76°11′S 67°04′V / 76.183°S 67.067°V   |
| 11                                                     | James Ross Island                      | 2.598,4 | 1628 | 64°12′S 57°45′V / 64.200°S 57.750°V   |
| 12                                                     | Ross Island                            | 2.460   | 3794 | 77°30′S 167°45′Ø / 77.500°S 167.750°Ø |
| 13                                                     | Anvers Island                          | 2.432   | 2821 | 64°36′S 63°30′V / 64.600°S 63.500°V   |
|                                                        | Joinville Island                       | 1.607,4 | 765  | 63°21′S 55°40′V / 63.350°S 55.667°V   |
|                                                        | Charcot Island                         | 1.5002) | .    | 69°45′S 75°15′V / 69.750°S 75.250°V   |
|                                                        | King George Island (Sydshetlandsøerne) | 1.383,8 | 655  | 62°03′S 58°21′V / 62.050°S 58.350°V   |
|                                                        | Mill Island                            | 1.258,1 | 326  | 65°30′S 100°40′Ø / 65.500°S 100.667°Ø |
|                                                        | Sherman Island                         | 1.158,6 | 186  | 72°40′S 99°45′V / 72.667°S 99.750°V   |
|                                                        | Smyley Island                          | 1.0002) | .    | 72°43′S 78°33′V / 72.717°S 78.550°V   |
|                                                        | Brabant Island                         | 976,8   | 2522 | 64°15′S 62°20′V / 64.250°S 62.333°V   |
|                                                        | Livingston Island (Sydshetlandsøerne)  | 973,5   | 1700 | 62°36′S 60°30′V / 62.600°S 60.500°V   |
|                                                        | Grant Island                           | 767,8   | 580  | 74°28′S 131°35′V / 74.467°S 131.583°V |
|                                                        | Latady Island                          | 7002)   | .    | 70°45′S 74°35′V / 70.750°S 74.583°V   |
|                                                        | Drygalski Island                       | 693,7   | 510  | 65°45′S 92°30′Ø / 65.750°S 92.500°Ø   |
|                                                        | Renaud Island                          | 618,3   | .    | 65°40′S 66°00′V / 65.667°S 66.000°V   |
|                                                        | Masson Island                          | 585,4   | 471  | 66°08′S 96°35′Ø / 66.133°S 96.583°Ø   |
|                                                        | Elephant Island (Sydshetlandsøerne)    | 557,9   | 852  | 61°01′S 54°54′V / 61.017°S 54.900°V   |
|                                                        | Rothschild Island                      | 5002)   | .    | 70°45′S 74°35′V / 70.750°S 74.583°V   |
|                                                        | Hearst Island                          | 5002)   | 365  | 69°25′S 62°10′V / 69.417°S 62.167°V   |
|                                                        | D'Urville Island                       | 455,3   | 210  | 63°06′S 56°15′V / 63.100°S 56.250°V   |
|                                                        | Coronation Island                      | 450     | 1278 | 60°26′S 45°43′V / 60.433°S 45.717°V   |
|                                                        | Sturge Island                          | 437,4   | 945  | 67°26′S 164°47′Ø / 67.433°S 164.783°Ø |
| 1) reelt en halvø, derefter også kaldt Guest Peninsula |                                        |         |      |                                       |
| 2) estimat på grundlag af kort                         |                                        |         |      |                                       |

## Klima
Antarktika er det koldeste kontinent på jorden og er også koldere end Arktis. Den laveste temperatur på Jorden blev målt ved hjælp af satellit i august 2010 på Antarktis til -94,7 °C. Indlandstemperaturen når under −80 °C om vinteren og mellem 5 og 15 °C ved kysten om sommeren. På næsten hele det antarktiske kontinent har den varmeste måned en gennemsnitstemperatur under frysepunktet. Selv om sommeren er temperaturen ofte lavere end −30 °C i indlandet, hvor gennemsnitstemperaturen om vinteren er mellem −50 og −60 °C.
Det enorme polarplateau er en snedækket ørken; den gennemsnitlige årlige nedbørsmængde på Sydpolen er mindre end 100 mm. Antarktishalvøen er det vådeste område med ca. 1 m årsnedbør. Ved kysten blæser det ofte katabatiske vinde af stormstyrke, men i indlandet er vinden normalt mere moderat.

## Dyre- og planteliv
Af større dyr er der:
- Pingviner
- Sæler
- Der er mange dyr i havet omkring Antarktis.

Smådyr
- Dybhavsrejer
- Krill – krill er mange hvalers primære føde

Planter
- Alger – for eksempel på undersiden af havisen – mange smådyr (eksempelvis lyskrebs) græsser alger herfra
- Tang
- Deschampsia antarctica (en græsart i slægten Bunke)
- Colobanthus quitensis (en art i Nellike-familien)

De to sidste planter findes på Sydorkneyøerne, Sydshetlandsøerne og langs den vestlige, antarktiske halvø. Den nylige opvarmning af Antarktis har betydet, at større områder er afsmeltede i tilstrækkeligt lang tid til, at frøene kan spire. Derfor breder begge arter sig sydpå.

## Liv under isen
Isoleret 800 m under isens overflade i Lake Whillans er fundet et mikrobiom på næsten 4.000 arter af mikroorganismer.

## Politik
Antarktis har ingen regering og tilhører ikke nogen stat; flere stater gør ikke desto mindre krav på dele af kontinentet, hvoraf nogle indbyrdes har anerkendt deres respektive territorialkrav. Ingen andre lande i verden anerkender disse krav. Området mellem 90° W og 150° W er den eneste del af Antarktis som ingen stat gør krav på, tilmed som det eneste stykke landjord på Jorden.
Siden 1959 har alle territorialkrav i Antarktis været suspenderet og kontinentet har internationalt været betragtet som politisk neutralt. Denne status blev sikret ved indgåelsen af Antarktistraktaten. Aftalen blev oprindeligt underskrevet af tolv lande, heriblandt Sovjetunionen (Rusland), Storbritannien, Argentina og USA, og den definerede Antarktis som et videnskabeligt reservat, hvor militære aktiviteter ikke er tilladt.

### Antarktiske territorier
| Dato | Land           | Navn                           | Udstrækning                         |
| ---- | -------------- | ------------------------------ | ----------------------------------- |
| 1908 | Storbritannien | Britisk Antarktis              |                                     |
| 1923 | New Zealand    | Ross Dependency                |                                     |
| 1924 | Frankrig       | Adélie Land                    |                                     |
| 1929 | Norge          | Peter I's ø                    | 68°50′S 90°35′V / 68.833°S 90.583°V |
| 1933 | Australien     | Australian Antarctic Territory |                                     |
| 1939 | Norge          | Dronning Maud Land             |                                     |
| 1940 | Chile          | Antártica Chilena              |                                     |
| 1943 | Argentina      | Argentinsk Antarktis           |                                     |
|      |                | Ingenmandsland                 |                                     |

De argentinske, britiske og chilenske krav er overlappende. Australien har det største krav af alle. USA og Rusland forbeholder sig ret til senere at fremføre deres egne krav.
Tyskland gjorde tidligere, mellem 1939 og 1945, krav på det område, de selv døbte Neuschwabenland. Det omfattede et område , der overlappede Norges krav. Det blev imidlertid frafaldet efter Nazi-Tysklands kapitulation i 1945.

## Galleri
- Kort over Antarktis, ca. 1:40,000,000, 1912.
- Naturbillede fra Antarktis.
- Naturvidenskabelig station.
- Bræen på den Antarktiske Halvø.
- Turistbane.
- En dykker fra en videnskabelig ekspedition svømmer gennem Antarktis' is via en istunnel.